# Spelaeonethes medius
Spelaeonethes medius är en kräftdjursart som först beskrevs av Carl1908.  Spelaeonethes medius ingår i släktet Spelaeonethes och familjen Trichoniscidae. Inga underarter finns listade i Catalogue of Life.